# Comitatul Ashland, Wisconsin
Comitatul Ashland (engleză Ashland  County) este unul din cele 72 comitate ale statului american  Wisconsin. Sediul comitatului este localitatea omonimă, Ashland. Conform recensământului din anul 2000, numit Census 2000, populația sa a fost 16.866 de locuitori .

## Demografie
|  | Graficele sunt indisponibile din cauza unor probleme tehnice. Mai multe informații se găsesc la Phabricator și la wiki-ul MediaWiki. |

Date: Wikidata - grafică realizată de Wikipedia